# Ехалов, Анатолий Константинович
Ехалов Анатолий Константинович (род. 28 марта 1951, Первомайский район, Ярославская область) — заслуженный работник культуры РФ, писатель, режиссер документального кино, лауреат премии Лескова, Овечкина, Гиляровского, награждён Золотой медалью Шукшина и т.п.

## Биография
Анатолий Ехалов родился 28 марта 1951 года в деревне Новинка Первомайского района в семье сельского учителя. Окончил факультет журналистики Ленинградского университета.
Работал в газетах «Звезда», «Вологодский комсомолец», «Красный Север». 
В 90-х годах создал общественную организацию «Ассоциация исследователей бездомности и безработицы». Занимаясь, как журналист, проблемами бездомности и безработицы, основал на общественных началах в Вологде первый в современной России ночлежный дом для людей потерявших кров и работу, беженцев. Исследуя эти новые для России проблемы, принял в приюте более двух с половиной тысяч ночлежников, бродяг, освободившихся из мест лишения свободы, потерявших в перестройку социальный статус. В ночлежном доме распорядок жизни был устроен по методу Макаренко: самоуправление и обязательный труд. В 1995 году после выхода постановления Черномырдина о создании государственных домов ночного пребывания передал ночлежный дом городу. Написал на тему бездомности книги публицистики «Братские объятия» и «Крыша Ехалова». Одновременно работал корреспондентом вологодской областной газеты «Русский Север», собственным корреспондентом журнала «Сельская новь», собственным корреспондентом еженедельника «Крестьянские ведомости», колумнистом в газете «Известия», по заданиям газеты «Аргументы и Факты» объехал весь северо-запад России.
С 1998 по 2004 год в качестве автора и ведущего выпускал цикл документальных фильмов на Вологодском областном телевидении «С Ехаловым по Вологодчине». Придумал и поставил более двадцати народных праздников, ставших известными по всей России: «Праздник коровы», «День коня», «Банная ассамблея», «В снегах Кириллова», «Своим умом», «Шоу драндулетов», «Праздник пирога», «Сенокос в Тимонихе» и т. д.
Давняя дружба связывает с программой Первого канала «Играй, гармонь любимая!». Член попечительского совета Международного фестиваля им. Геннадия Заволокина, член жюри фестиваля Новосибирске. Постановщик народных представлений фестиваля.
С 2007 года по 2012 год работал советником Губернатора Вологодской области по культуре.
В 2012 году по поручению Губернатора Вологодской области участвовал в подготовке проекта взаимодействия с обществом «Друзей Форта Росс» и праздничных мероприятий, посвященных 200-летию русской крепости в Калифорнии.
Снял фильм о Русской Америке «Хождение встреч солнцу», награждён юбилейной медалью «200 лет Форту Росс». Съемки проходили в США, штат Калифорния, Москве и Тотемском районе Вологодской области.
В 2014 году по приглашению писателей Сирии в составе делегации писателей России ездил на Ближний Восток, написал серию очерков о жизни изнывающего от международной агрессии народа Сирии.
Стал победителем вологодского областного конкурса «Имя в культуре». Организовал общественное движение «Вологодская деревня. Будем жить!».
В 2015 году стал обладателем премии «Человек года» журнала «Рандеву» в номинации «Хранители традиций».
В 2019 году принял участие в Международной конференции в Китае посвященной умирающим деревням и будущего мировой деревни. Конференция организована Академией имени Фэн Цзи Сая. Выступал с докладом, в котором дал анализ состояния дел в северной деревне России, получившем высокую оценку мировой научной общественности.
В рамках большого мультимедийного проекта «Россия многонациональная» по решению экспертного совета при Президенте Российской Федерации Анатолий Ехалов выбран представлять русский народ. По итогам проекта вышел большой альбом «Лица России» с главой, посвященной Ехалову А. К.
Был Председателем жюри Международного молодёжного конкурса-фестиваля народного творчества «Русская тройка», Всероссийского детского конкурса телевизионных фильмов «Ясный сокол», Межрегионального фестиваля детских документальных фильмов «Не может быть родина малой».
Постоянный участник и докладчик Ежегодных Рождественских чтений в Храме Христа Спасителя в Москве.
Живёт в Вологде. Женат. Отец четырёх дочерей.

## Произведения

### Сборники рассказов
- «Голова садовая», 1992 г.;
- «Вечера на галдарее», 1995 г;
- «Братские объятия», 1977 г.;
- «Ночь светла», 1998 г.;
- «Бабка Горошина и другие неофициальные лица», 2016 г.;
- «Душа на безмене», 2017 г.;
- «Поезд из провинции», 2017 г.;
- «По правде говоря», 2018 г.;
- «Детство золотое», 2019 г.;
- «Деревенские истории», 2019 г.;
- «Заговорное слово», 2020 г.;
- «Солнце на половицах», 2020 г.;
- «Деревенская Беседа. Василий Белов и его товарищи». Изд «Родники» 2022 г.;
- «Вологодские проселки» Изд. «Арника», 2022 г.;
- «В истоках Ваги» Изд. «Ридеро» 2022 г.;
- «Заводная лодка» Изд. «Родники» 2025 г.;

### Очерки
- «Своим умом», 2001 г.;
- «Как у наших у ворот», 2005 г.;
- «Дорогой Ермака», 2007 г.;
- «Выпрятанная тайна. Знахарство на Русском Севере.» Москва. Изд. Белые Альвы. 2022 г.

### Публицистика
- «На своей земле», 1988 г.;
- «Великое село», 2014 г.;
- «За северным ветром», 2017 г.;
- «Поле Жильцовых», 2018 г.;
- «Родина наша», 2019 г.;
- «В истоках Ваги», 2020 г.;
- «Эпоха Драгина», Изд «Арника» 2023 г.;
- «Русская Атлантида», 2023 г.;
- «Чаронда. Город, не знавший колеса» Изд. «Родники» 2023 г.

### Повести
- «Невероятное лето на Белом озере», 2008 г;
- «Тайна черного монаха», 2009 г.;
- «Забытые ремесла Русского Севера», 2013 г.;
- «Потаенное зернышко», 2015 г.;
- «Девять изб у темного леса», 2016 г.;
- «Детство. За туманами большой реки». Изд «Арника», 2023 г.

### Сказки
- «На волшебном плоту», 2003 г.;
- «Как Ванька Мудрище невесту искал», 2020 г.;
- «Навыдуманные приключения Кота Мышеборовича», Изд. «Вариант» 2020 г.;
- «Сказки деда Всеведа» Москва. Изд. «Вариант», 2020 г.

### Романы
- «Страна живого огня», 2007 г.;

## Фильмография
Всего Анатолием Ехаловым было снято более 150 фильмов о людях вологодской деревни. Среди них выделяются:
- «По реке плывет топор», 1997 г.;
- «Белозерский звонарек», 1999 г.;
- «Танец маленьких лебедей», 1999 г.;
- «Под вековыми липами», 1999 г.;
- «Кирилловские посиделки», 1999 г.;
- «Мастеровые», 1999 г.;
- «В медвежьих углах», 1999 г.;
- «Богатырская застава», 1999 г.;
- «В снегах», 1999 г.;
- «Красота», 2001 г.;

### Фильмы последних лет
- «Счастливы на земле», 2014 г.;
- «После Победы», 2015 г.;
- «Космос в прялке», 2016 г.;
- «Семейные праздники», 2017 г.;
- «Горячее сердце Милютина», 2018 г.;
- «Глаза в глаза», 2022 г.
- «За северным ветром».

### Награды за фильмы
- 1991 г. Диплом Международного экологического фестиваля в Финляндии за «Колокола Сухоны» (документальный фильм, сценарист);
- 1993 г. Национальная премия «Ника» фильму «Вологодский романс» (соавтор);
- 1993 г. Лауреат Международных фестивалей «Золотой витязь» за фильм «Вологодский романс» (соавтор);
- 2004 г. Лауреат Международного фестиваля «Спасти и сохранить» за документальный фильм «Песни родимой сторонки»;
- 2006 г. Лауреат Международного фестиваля «Радонеж» за документальный фильм «Красный берег»;
- 2006 г. Лауреат фестиваля «60 параллель» к 200-летию Форта Росс за документальный фильм «Как пройти в библиотеку Ивана Грозного»;
- 2007 г. Лауреат Всероссийского фестиваля «Бородинская осень»"Возвращение героя";
- 2008 г. Лауреат Всероссийского фестиваля исторических фильмов в Тарусе за документальный фильм «Дорогами Ермака»;
- 2011 г. Лауреат Международного фестиваля «Золотой бубен» за фильм «Сокровища Нестяжателей» (режиссер);
- 2011 г. Лауреат Всероссийского фестиваля «Бородинская осень» за фильм «Хождение встреч солнцу»;
- 2022 г. Главный приз фестиваля «Бородинская осень» за фильм «Глаза в глаза».